# Fred Smith
Fred "Sonic" Smith, vero nome Frederick Dewey Smith (Virginia Occidentale, 14 settembre 1948 – Detroit, 4 novembre 1994), è stato un chitarrista e bassista statunitense, chitarra ritmica del gruppo rock di Detroit MC5.

## Biografia
È stato membro degli MC5. Dopo lo scioglimento del gruppo, Smith ha fondato i Sonic's Rendezvous Band, insieme a Scott Morgan (ex Rationals), Gary Rassmussen e Scott Asheton degli Stooges. I Sonic's Rendezvous Band restano un gruppo di culto, dato che hanno prodotto un unico singolo, City Slang.
Smith e la sua band erano soliti aprire i concerti di Patti Smith e Lenny Kaye, chitarrista della cantante, presentò Fred a Patti prima di un concerto. Nel 1980, Fred sposò Patti Smith e dall'unione nacquero due figli, Jackson (nato nel 1982 e chitarrista del gruppo Back in Spades) e Jessica (nata nel 1987). Fred si rivelò una fonte di ispirazione per la moglie, la quale gli dedicherà i pezzi Because the Night, scritto in collaborazione con Bruce Springsteen, e Frederick. L'album di Patti Smith del 1988, Dream of Life, è stato il frutto della collaborazione con il marito.
Morì il 4 novembre 1994 all'età di 46 anni a causa di un arresto cardiaco. Patti Smith gli dedicherà il suo album Gone Again, pubblicato due anni dopo la sua morte.

## Riconoscimenti
Nel 2003, la rivista Rolling Stone ha realizzato la classifica de I 100 chitarristi più grandi di tutti i tempi classificando Fred "Sonic" Smith al 93º posto.
Il nome della band statunitense Sonic Youth trae ispirazione dal soprannome di Smith, "Sonic". Thurston Moore, membro dei Sonic Youth ha coniato il nome del gruppo subito prima di un concerto in occasione di un festival londinese nel giugno del 1981, unendo il nome di Fred "Sonic" Smith con quello del musicista reggae Big Youth.